# Einbürgerung Adolf Hitlers
Die Einbürgerung Adolf Hitlers in das Deutsche Reich am 25. Februar 1932 erfolgte durch den von DNVP und NSDAP regierten Freistaat Braunschweig und war die Voraussetzung dafür, dass der Parteichef der Nationalsozialisten sich überhaupt um ein Staatsamt in Deutschland bewerben konnte.
Adolf Hitler war bis 1925 österreichischer Staatsbürger und anschließend auf eigenes Betreiben hin staatenlos. Eine einheitliche deutsche Staatsangehörigkeit gab es damals noch nicht. Sie wurde erst mit der „Verordnung über die deutsche Staatsangehörigkeit“ vom 5. Februar 1934 auf Grund des „Gesetzes über den Neuaufbau des Reichs“ geschaffen, mit dem der NS-Staat die deutschen Länder gleichschaltete. Daher unternahmen von 1925 an verschiedene Unterstützer Hitlers mindestens sieben Versuche, ihm durch Einbürgerung die Staatsangehörigkeit eines der Gliedstaaten der Weimarer Republik zu verschaffen. Sie ließen dabei sowohl die Öffentlichkeit als auch politische Entscheidungsträger meist im Dunkeln oder suchten ihre Bestrebungen zumindest zu vertuschen. So geschehen beim ersten Versuch in Thüringen und in Hildburghausen und zuletzt im Freistaat Braunschweig. Dort gelang das Vorhaben schließlich im Februar 1932 durch massive Einflussnahme des nationalsozialistischen Innenministers Dietrich Klagges sowie durch die Unterstützung der rechtsliberalen Deutschen Volkspartei (DVP) im Braunschweigischen Landtag. Durch die Ernennung zum Regierungsrat wurde Hitler kurz vor der Reichspräsidentenwahl, bei der er zu kandidieren gedachte, eingebürgert. In einigen Fällen sind die Initiatoren bzw. die Unterstützer der Einbürgerungsversuche bis heute nicht bekannt.

## Vorgeschichte
Der 1889 in Braunau am Inn geborene Hitler war aufgrund seiner Abstammung österreichischer Staatsbürger (s. § 28 Satz 2 ABGB). Er wuchs in Passau, Fischlham (Rauschergut), Leonding und Linz auf und zog 1907 nach Wien, wo er Kunstmaler werden wollte. Hitler bewarb sich zweimal um einen Studienplatz an der Wiener Kunstakademie, wurde jedoch beide Male wegen mangelnder Begabung abgewiesen. Der Direktor der Kunstakademie attestierte ihm anschließend in einem persönlichen Gespräch die „Nichteignung zum Maler“. Aufgrund akuter Geldnot musste er ab 1909 in einem Obdachlosenasyl leben, ab Anfang 1910 im Männerwohnheim Meldemannstraße, wo er u. a. Rudolf Häusler kennenlernte. Mit diesem siedelte er 1913 nach München über, da er eine tiefgehende Abneigung gegen den österreichisch-ungarischen Vielvölkerstaat hegte und sich der dortigen Wehrpflicht entziehen wollte. In München angekommen, meldeten sich Häusler und Hitler bei den Behörden, wobei Häusler seine vollständigen Papiere vorlegte, während Hitler vorgab, über keinerlei Papiere zu verfügen und staatenlos zu sein.

### Versuchte Flucht vor der Stellung (Musterung) in Österreich
In Österreich wurde Hitlers Geburtsjahrgang 1889 im Herbst 1909 aufgefordert, sich für die Hauptstellung im Frühjahr 1910 registrieren zu lassen. Hitler kam diesem Aufruf aber nicht nach. Im Oberösterreichischen Landesarchiv (OÖLA) in Linz (damals noch Hitlers offizielle Heimatgemeinde) befindet sich eine Namensliste, auf der bis zum Jahre 1913 dreimal vermerkt wurde, Hitler sei „ungerechtfertigt abwesend, weil der Aufenthalt nicht erforscht werden konnte“.
Hitler erklärte später, er habe sich im Herbst 1909 nicht gestellt, wohl aber im Februar 1910 im Konskriptionsamt im Wiener Rathaus, wo man ihn in den Bezirk Brigittenau schickte, da das Männer-Obdachlosenheim in der Meldemannstraße, wo Hitler damals wohnhaft war, zu diesem Bezirk gehörte. Laut Hitlers Angaben ersuchte er dort, sich in Wien stellen zu dürfen, und wurde dann nie mehr kontaktiert. Schriftliche Belege für diese Aussagen existieren jedoch nicht. Bei den vorgeschriebenen Nachmusterungen in den Jahren 1911 und 1912 erschien Hitler nicht. Warum er nicht vorgeladen wurde, ist unklar: Da Hitler die ganze Zeit über polizeilich gemeldet war, hätten ihn die Behörden aufspüren können.
Am 24. Mai 1913 meldete sich Hitler bei der Polizei ab, gab aber nicht an, wohin er umziehe. Am 25. Mai fuhr er mit dem Zug nach München. Dort bezeichnete er sich bei der polizeilichen Anmeldung wahrheitswidrig als staatenlos. Der Grund war wohl, dass er in den österreichischen Akten als „Stellungsflüchtling“ geführt wurde und mit entsprechender Strafverfolgung zu rechnen hatte.
Im Januar 1914 konnte Hitler aber von den österreichischen Behörden in Bayern ausfindig gemacht werden und erhielt eine amtliche Vorladung, datiert vom 12. Januar 1914, nach der er sich unter Androhung von Zwangsgeld bis 2.000 Kronen oder Ersatzfreiheitsstrafe von vier Wochen bis zu einem Jahr unverzüglich zur Musterung in Linz einzufinden habe. Hitler schrieb einen langen Brief zu seiner Rechtfertigung und bat, die Musterung aus Kostengründen in Salzburg statt in Linz vornehmen zu lassen. Dies wurde genehmigt, woraufhin Hitler am 5. Februar 1914 in Salzburg gemustert, wegen körperlicher Schwäche für wehruntauglich erklärt und der Beschluss auf „waffenunfähig“ gefällt wurde. Daraufhin kehrte er nach München zurück. Nach Ausbruch des Ersten Weltkrieges meldete er sich am 3. August 1914 freiwillig zur Bayerischen Armee.
Hitler wurde dem bayerischen  Reserve-Infanterie-Regiment 16 zugeteilt und nahm hauptsächlich als Meldegänger bis wenige Tage vor dem Waffenstillstand im November 1918 am Krieg teil. Aus diesem Grunde brauchte er der Einberufung zum k. u. k. Landsturm keine Folge zu leisten. So kamen das österreichische Kriegsarchiv und andere staatliche Stellen nach gründlicher Prüfung 1932 zu dem Schluss, dass Hitler nicht als stellungsflüchtig bezeichnet werden könne.

### „Hitler-Putsch“, Inhaftierung und Folgen

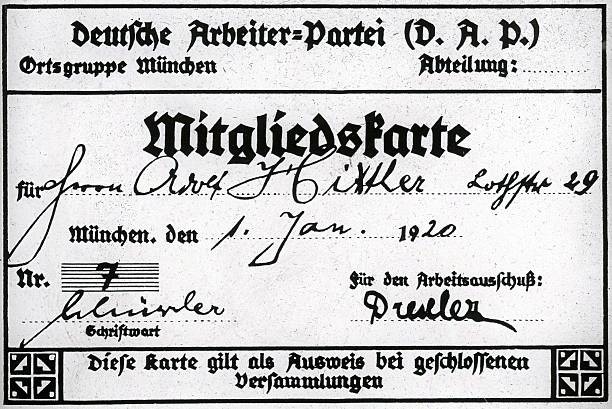
Hitlers DAP-Mitgliedskarte

Nach München zurückgekehrt und bis zu seiner Entlassung aus dem Militärdienst am 31. März 1920 immer noch Soldat, erlebte Hitler die Wirren der Nachkriegszeit, wie den Sturz der Monarchie, die Wandlung zu einer revolutionären Räterepublik und schließlich die Weimarer Republik unmittelbar mit. Zunächst wurde er vom späteren SA-Chef Ernst Röhm, der Zugang zu Armeegeldern aus dem Antibolschewismusfonds hatte, als Spitzel in die Deutsche Arbeiterpartei (DAP) eingeschleust, da diese verdächtigt wurde, eine linke Arbeiterpartei zu sein. Im September 1919 trat er in die DAP ein, aus der bereits vier Monate später, am 24. Februar 1920, auf seine Initiative hin die Nationalsozialistische Deutsche Arbeiterpartei (NSDAP) hervorging. Von diesem Zeitpunkt an stieg Hitlers Einfluss auch außerhalb Münchens. Am 8./9. November 1923 kam es zum erfolglosen Hitler-Ludendorff-Putsch, in dessen Folge Hitler in einem Prozess wegen Hochverrats verurteilt und auf der Festung Landsberg inhaftiert wurde. Obwohl Hitler zu diesem Zeitpunkt noch österreichischer Staatsangehöriger war und das Republikschutzgesetz in einem derartigen Fall die Ausweisung zwingend vorschrieb, kam es nicht dazu. Die Reichsregierung war während des Putsches über Hitlers Staatsangehörigkeit falsch informiert. In ihrem Aufruf „An das deutsche Volk!“ vom 9. November 1923 schrieb sie:

„… In München hat eine bewaffnete Horde die bayerische Regierung gestürzt … und sich angemaßt, … Herrn Hitler, der erst vor kurzer Zeit die deutsche Staatsangehörigkeit erworben hat, zum Leiter der Geschicke Deutschlands zu bestimmen. … Der Reichspräsident: gez. Ebert. Die Reichsregierung: gez. Dr. Stresemann, Reichskanzler.“

Während seiner Haft hatte er im Oktober 1924 öffentlich erklären lassen, dass er den Verlust der österreichischen Staatsbürgerschaft „nicht als schmerzlich“ empfinde, da er „immer nur als Deutscher gefühlt habe.“ In Mein Kampf schrieb Hitler: „Ich wollte nicht für den habsburgischen Staat fechten, war aber bereit, für mein Volk und das dieses verkörpernde Reich zu sterben.“

#### Abschiebeversuch durch Bayern
Der bayerischen Landesregierung war seit Längerem bekannt, dass Hitler nicht, wie er immer behauptet hatte, staatenlos, sondern immer noch österreichischer Staatsangehöriger war. Bereits vor Hitlers vorzeitiger Haftentlassung am 20. Dezember 1924 versuchte sie daher, den politisch unliebsamen Agitator und Hochverräter in sein Heimatland abzuschieben. Mit Schreiben vom 28. März 1924 fragte deshalb die Polizeidirektion München offiziell bei der oberösterreichischen Landesregierung in Linz an, ob diese etwas gegen eine Abschiebung einzuwenden habe.
Zunächst schien einer Abschiebung nach Österreich tatsächlich nichts entgegenzustehen, bis das österreichische Bundeskanzleramt unter Kanzler Ignaz Seipel am 27. September 1924 auf die Angelegenheit aufmerksam wurde, sich einschaltete und die Angelegenheit damit zu einem Politikum machte. Nach mehrfachem Schriftwechsel zwischen Linz und Wien erteilte das Wiener Bundeskanzleramt der oberösterreichischen Landesregierung in Linz schließlich am 11. Oktober die offizielle Weisung, Hitler im Falle eines Einreiseversuches nach Österreich an der Staatsgrenze abzuweisen oder gegebenenfalls zu internieren, indem sie ausführte, dass die Bundesregierung die „Auffassung hinsichtlich der Staatszugehörigkeit und Heimatberechtigung des Adolf Hitler nicht“ teile, da dieser „sich seit mehr als zehn Jahren außerhalb Österreichs aufhält und im deutschen Heer gedient hat“. Diese Informationen waren bereits wenige Tage später in den Zeitungen nachzulesen.
Dies löste bei der Landesregierung in Linz hektische Betriebsamkeit aus, da Wien nun Nachforschungen anstellte, ob Hitler in Österreich über wirtschaftliche oder soziale Bindungen verfügte. Dazu wurden Schreiben nach Linz und Hitlers Geburtsort Braunau am Inn versandt, um Informationen über noch lebende Verwandte oder Bekannte sowie Geschäftspartner o. Ä. zu erhalten. Darüber hinaus forderte Wien das Ergebnis der Salzburger Musterung vom Februar 1914 an sowie ferner Nachweise über politische Aktivitäten Hitlers auf österreichischem Boden. Am 13. Dezember 1924 teilte die Bezirkshauptmannschaft aus Braunau mit, dass der „bekannte Führer der bayrischen Nationalsozialisten, Schriftsteller, Adolf Hitler“, dort weder über wirtschaftliche noch soziale Bindungen verfüge und dass man herausgefunden habe, dass er „vor ungefähr 2–3 Jahren“ bei Versammlungen der örtlichen NSDAP zweimal als Redner aufgetreten sei – dies jedoch von Parteigenossen vor den Sicherheitsbehörden offensichtlich geheim gehalten werden konnte. Am 20. Dezember 1924 gab die bayerische Regierung angesichts des Widerstandes des österreichischen Bundeskanzlers ihre Pläne zur Ausweisung Hitlers auf.
Jedenfalls war mit Hitlers im April 1925 folgendem Ersuchen um Entlassung aus dem österreichischen Staatsverband die Angelegenheit für Wien erledigt. Sämtliche Akten mit Bezug zu Hitlers Abschiebung lagern heute im Oberösterreichischen Landesarchiv in Linz. Der damalige Landesrat Jetzinger versteckte die Unterlagen noch vor dem „Anschluss“ Österreichs ans Deutsche Reich und rettete sie so vor der Zerstörung.

## Staatenlosigkeit
Um einer eventuell später drohenden Ausweisung vorzubeugen, beantragte Hitler am 7. April 1925 gegenüber dem Hohen Magistrat der Stadt Linz seine Entlassung aus der österreichischen Staatsbürgerschaft mit folgender Begründung:

„Ich bitte um meine Entlassung aus der österreichischen Staatsbürgerschaft. Gründe: Ich befinde mich seit dem Jahre 1912 in Deutschland, habe nahezu 6 Jahre im deutschen Heere gedient, darunter 4½ Jahre an der Front und beabsichtige nunmehr die deutsche Staatsbürgerschaft zu erwerben.“

„Da ich zurzeit nicht weiss, ob meine österreichische Staatsangehörigkeit nicht ohnehin bereits erloschen ist, ein Betreten des österreichischen Bodens durch eine Verfügung der Bundesregierung jedoch abgelehnt wurde, bitte ich um eine günstige Entscheidung meines Gesuches.“

Daraufhin sandte das Wiener Bundeskanzleramt noch am selben Tag ein vertrauliches Schreiben an den Linzer Landeshauptmann, um ihn von dem Ersuchen zu informieren und ihn gleichzeitig anzuweisen: „Ich trage keine Bedenken, Herrn Landeshauptmann zu ersuchen, Hitler auf sein Ansuchen hin, den Austritt aus dem österreichischen Staatsverband zu bescheinigen, doch wolle diese Verfügung tunlichst geheim gehalten werden.“
Am 30. April 1925 wurde Hitlers Ersuchen gegen eine Gebühr von 7,50 Schilling stattgegeben. Demzufolge lebte er ab diesem Zeitpunkt als Staatenloser auf deutschem Boden – ein Umstand, der ihm nach eigener Aussage aus dem Jahre 1932 missfiel, da er „als einziger Deutscher in einer Zeit, in der 200.000 bis 300.000 ostgalizische Juden und Schieber eingebürgert worden sind, ausgerechnet nicht eingebürgert wurde“.
Seinen alten österreichischen Pass bewahrte Hitler allerdings auf.

## Streben nach einer deutschen Landesangehörigkeit

### Gründe für eine Einbürgerung

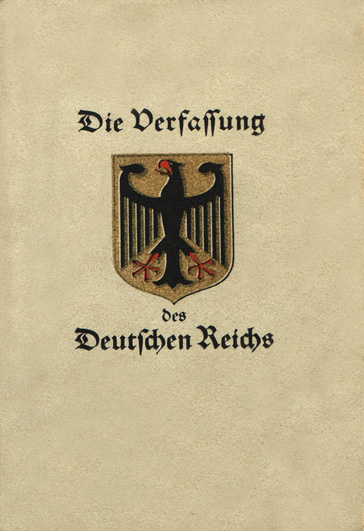
Die Weimarer Verfassung
(„Die Verfassung des Deutschen Reichs“)

Aus Hitlers Sicht wie auch aus der Sicht seiner politischen Anhänger existierten triftige Gründe für eine Einbürgerung. Zum einen war Hitler der „Führer“ der NSDAP und wurde in zunehmendem Maße zum „Führer der Deutschen“ stilisiert – ohne bisher nach geltendem Staatsangehörigkeitsrecht „Deutscher“ zu sein. Zum anderen war es Hitlers erklärtes Ziel, Reichspräsident zu werden. Die Wahl zu diesem Amt war jedoch gemäß Art. 41 Abs. 2 der Weimarer Verfassung Deutschen vorbehalten.

### Einbürgerungsversuche
Bereits Anfang Juli 1925, also kurz nach der Entlassung aus der österreichischen Staatsangehörigkeit, unternahm Hitler offensichtlich selbst in Thüringen einen ersten Versuch zur Erlangung der thüringischen Staatsangehörigkeit, mit der er zugleich Reichsangehöriger geworden wäre. Nachdem dies erfolglos blieb (s. u.), folgte der nächste Versuch erst Ende 1929 in Bayern. Von diesem Zeitpunkt an gab es weitere, zum Teil dilettantisch organisierte Aktionen von Seiten politischer Freunde, dem „Führer“ die ersehnte Landesangehörigkeit zu verschaffen.

#### Thüringen: Ein anonymes Schreiben
Im Juli 1925 erreichte ein anonymes Schreiben mit Datum vom 4. Juli „Herrn Adolf Hitler, München“, in dem dieser aufgefordert wurde, „daß Sie ein persönliches Gesuch zum Erwerb der Staatsangehörigkeit an das Thür. Ministerium richten unter Angabe ihrer Personalien und Nachweis der bisherigen Staatsangehörigkeit. […] Ferner wäre es sehr zweckmäßig anzugeben, daß Sie nicht beabsichtigen, ihren Wohnsitz hier zu wählen, sondern in München nach wie vor zu bleiben gedenken; es komme Ihnen vor allem darauf an, deutscher Staatsbürger zu werden.“ Der Brief endet mit: „Ich kann den Brief nicht mehr selber beantworten und unterzeichnen.“ Die Hintergründe dieses ominösen Schreibens sind bis heute ungeklärt; weder ist bekannt, was der Auslöser oder wer der Autor war, noch ist bekannt, was diesem Schreiben (seitens Hitler) folgte.

#### Bayern: Absage

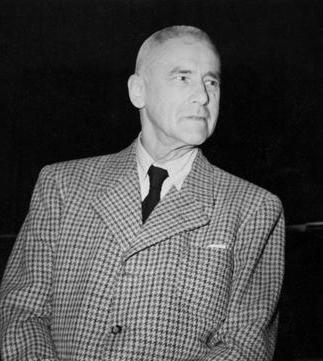
Wilhelm Frick versuchte mehrfach, Hitler eine deutsche Landesangehörigkeit zu verschaffen

Ende 1929 unternahmen zwei NSDAP-Abgeordnete des Bayerischen Landtages, Rudolf Buttmann, NSDAP-Fraktionsführer im Landtag, und Wilhelm Frick, NSDAP-Fraktionsführer im Reichstag und Beteiligter am „Hitlerputsch“, einen ersten Anlauf bei Karl Stützel (BVP), dem bayerischen Innenminister, um Hitler in Bayern einbürgern zu lassen. Im Dezember 1929 gab Stützel aber zu verstehen, dass – nach Rücksprache mit dem bayerischen Ministerpräsidenten Heinrich Held (BVP) sowie der bayerischen Staatsregierung – ein derartiges Unterfangen angesichts Hitlers politischer Vergangenheit zum Scheitern verurteilt sei.

#### Weimar: Kunstprofessor
Der „einfachste“ Weg zur Erlangung einer deutschen Landesangehörigkeit verlief über eine Verbeamtung, da diese gemäß § 14 Abs. 1 des Reichs- und Staatsangehörigkeitsgesetzes vom 22. Juli 1913 automatisch die Einbürgerung zur Folge hatte.
Frick, der im Januar 1930 Innenminister und Minister für Volksbildung des Landes Thüringen geworden war, inszenierte dort sogleich den nächsten Anlauf, da er nun der erste nationalsozialistische Minister in einem deutschen Kabinett war. Dieser Versuch bestand darin, Hitler einen Posten bei der Staatlichen Hochschule für Handwerk und Baukunst, dem Nachfolgeinstitut des Bauhauses in Weimar, zu verschaffen. Obwohl Frick am 2. April im Berliner Sportpalast den Anwesenden im Namen seiner Landesregierung versichert hatte, man werde Hitler einbürgern, scheiterte auch dieser Versuch alsbald, da sich zunächst Staatsminister Erwin Baum (Landbund- und Stahlhelm-Mitglied) gegen diese Vorgehensweise sperrte und schließlich aus verfassungsrechtlichen sowie haushaltspolitischen Gründen auch die thüringische Landesregierung sie ablehnte.

#### Hildburghausen: Gendarmeriekommissar
Nur wenige Monate später, im Juli 1930, folgte Fricks nächster Versuch – diesmal, so gab er 1932 zu Protokoll (s. u.), angeblich nach vorheriger Absprache mit dem  Vorsitzenden des Thüringischen Staatsministeriums Erwin Baum, der Frick vorgeschlagen haben soll: „Im Sommer, wenn politische Ruhe eingekehrt sein werde, wenn der Landtag nicht mehr da sei, könne man die Sache ja vielleicht machen.“ Frick übernahm in Abwesenheit Baums gemäß der Geschäftsordnung des Landtages dessen Ressortaufgaben, zog den Leiter des Polizeiwesens Ministerialrat Guyet sowie den Abteilungsreferenten Oberregierungsrat Haueisen hinzu und befragte beide, ob es gesetzliche oder sonstige Vorschriften gebe, die seinem Vorhaben entgegenstünden. Als beide verneinten, erteilte ihnen Frick „ein Schweigegebot gegen jedermann“ und diktierte Haueisen die Ernennungsurkunde für Hitler. Deren Inhalt bezog sich laut Haueisens späterer Aussage darauf, dass Hitler zum Gendarmeriekommissar einer zehnköpfigen Dienststelle in der thüringischen Kreisstadt Hildburghausen ernannt werden sollte, wobei bereits vorab vereinbart war, dass Hitler sowohl auf den Dienstantritt als auch auf die damit verbundene Besoldung verzichten werde. Frick selbst verwahrte die Reinschrift der Urkunde und sorgte persönlich dafür, dass von dem Vorgang weder etwas in den Dienstakten zu finden sein würde, noch etwas an die Öffentlichkeit drang. Lediglich Ministerialrat Guyet wurde darüber informiert, den eigentlich bereits für die Stelle in Hildburghausen ausgewählten Oberwachtmeister dahingehend zu unterrichten, dass die ihm in Aussicht gestellte Position „gleich wieder frei“ würde, da Hitler „sofort um seine Entlassung aus dem Staatsdienst nachsuchen werde“.
Inwieweit Fricks zu Protokoll gegebener Aussage tatsächlich Glauben zu schenken ist, dass Baum politische Rückendeckung für dieses Vorgehen gegeben habe, bleibt fraglich. Der Historiker Günter Neliba führt an, Baum habe Fricks beabsichtigte Berufung Hitlers in das Beamtenverhältnis strikt abgelehnt. Frick hätte sich demnach über Baums Weisung vorsätzlich hinweggesetzt, als er den Vorstoß als Baums Stellvertreter während dessen Sommerurlaubs unternahm.

##### Ernennung zum Gendarmeriekommissar
Auf dem NSDAP-Gautag am 12. Juli 1930 in Gera  überreichte Frick Hitler – unbemerkt von der Öffentlichkeit – die Ernennungsurkunde. Da Hitler über Fricks eigenmächtigen Vorstoß nicht informiert war, reagierte er (nach eigener Aussage, s. u.) reserviert, äußerte Bedenken, quittierte aber – unter Vorbehalt eines möglichen nachträglichen Widerrufs – dennoch rechtswirksam die Empfangsbestätigung für seine Ernennungsurkunde zum Polizeichef von Hildburghausen, mit der er automatisch formell Deutscher wurde.
Nach Hitlers Rückkehr nach München schienen sich dort seine Zweifel – genährt durch ähnliche seiner Berater – weiter zu verstärken, was schließlich darin gipfelte, dass ihm die verschaffte subalterne Position in der Provinz endgültig nicht zusagte und er die Ernennungsurkunde, ebenfalls nach eigener Aussage, zerriss, woraufhin Frick in Weimar mit der von Hitler unterschriebenen Empfangsbestätigung dasselbe getan haben will.

#### Braunschweig: Professur fürOrganische Gesellschaftslehre und Politik

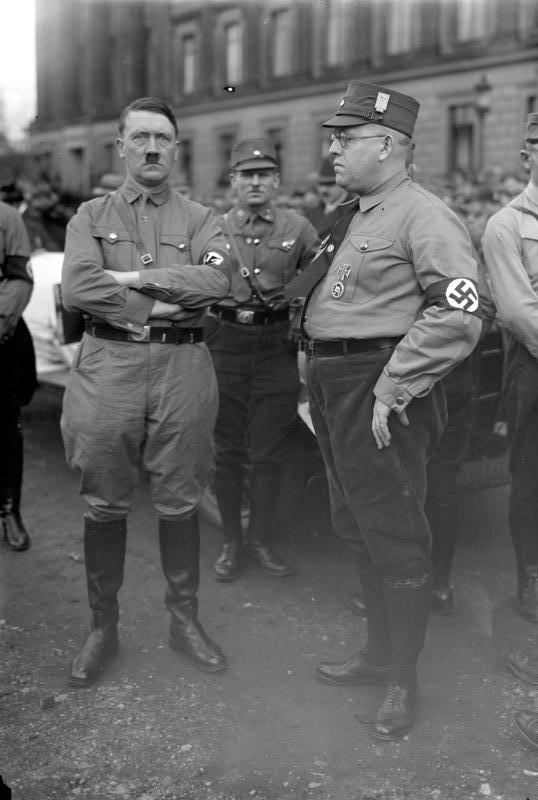
Adolf Hitler und Anton Franzen am 18. Oktober 1931 vor dem Braunschweiger Schloss während des SA-Aufmarsches

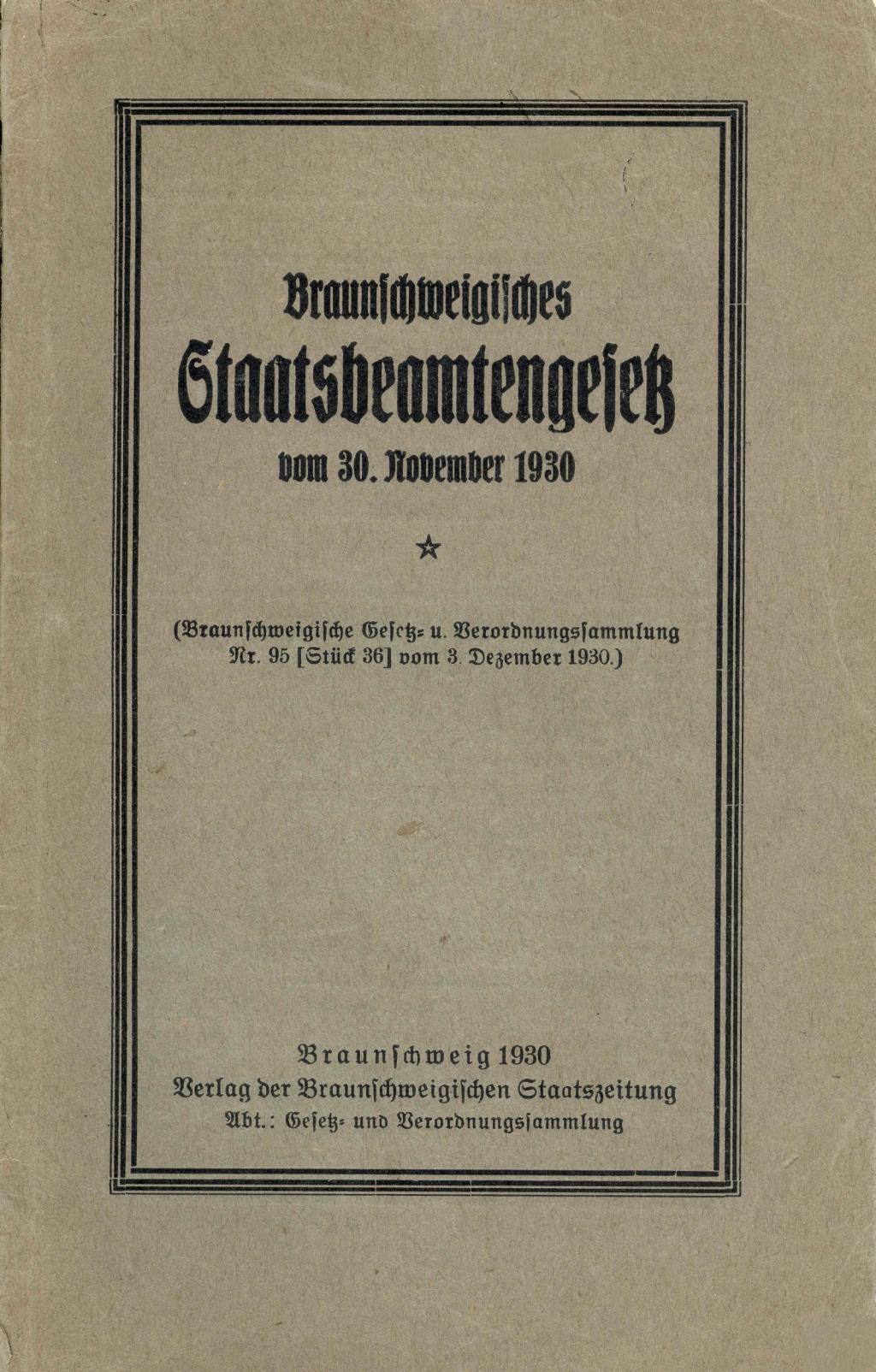
Braunschweigisches Staatsbeamtengesetz

Auf Hildburghausen folgte im Sommer 1931 der Freistaat Braunschweig, in dem seit Oktober 1930 eine Regierung unter Beteiligung der NSDAP im Amt war. Anders als im Freistaat, der mehrheitlich pro NSDAP war, war die politische Situation in der Stadt Braunschweig umgekehrt. Die Industriemetropole war seit Jahrzehnten mehrheitlich „rot“, sodass die NSDAP in der Stadt bis März 1933 keine entscheidende Rolle spielte. Im Freistaat waren die Nationalsozialisten dagegen bereits seit 1930 sehr einflussreich. Ihre Macht gründete sich vor allem auf Landwirtschaft und Mittelstand. Ministerpräsident war Werner Küchenthal (DNVP), Innenminister war seit Juli 1931 das NSDAP-Mitglied Dietrich Klagges. Letzterer erhielt direkt von der NSDAP-Parteizentrale in Berlin den Auftrag zur schnellen und unauffälligen Einbürgerung Hitlers. Goebbels notierte am 4. Februar 1932 in seinem Tagebuch: „Es ist beabsichtigt, den Führer in Braunschweig zum außerordentlichen Professor zu ernennen.“
Eine der ersten Amtshandlungen der im Freistaat amtierenden Koalitionsregierung aus DNVP und NSDAP hatte am 30. November 1930 darin bestanden, das Staatsbeamtengesetz umzuformulieren. Die Neufassung von § 5 I lautete nun: „Das Staatsministerium verleiht die Staatsämter nach freier Entschließung und stellt die Staatsbeamten an“ – ein selbst ausgestellter Freibrief für die Nationalsozialisten.
Eine am „Forschungsinstitut für Erziehungswissenschaften“ durch ein von der NSDAP durchgesetztes De-facto-Berufsverbot gegenüber dem unliebsamen SPD-Mitglied August Riekel frei gemachte Professorenstelle sollte, so die Absicht des NS-Innenministers, durch eine neu geschaffene und von Klagges konstruierte Professur für „Organische Gesellschaftslehre und Politik“ an Hitler vergeben werden, damit dieser endlich den Beamtenstatus und eine damit einhergehende deutsche Landesangehörigkeit erhielte. In einer Aktennotiz von Mitte Februar 1932 schrieb Klagges:

„Mit Rücksicht auf die politische Bildung des heranwachsenden Geschlechts halte ich es für dringend erforderlich, daß die Studierenden der Technischen Hochschule Gelegenheit erhalten, sich […] über die Grundfragen der Nationalpolitik, die über die künftige Schicksalsgestaltung unseres Volkes entscheidet, zu unterrichten. Daher beabsichtige ich seit längerer Zeit, eine Persönlichkeit, die sich theoretisch und praktisch in einer führenden politischen Stellung bewährt hat, an die hiesige Technische Hochschule zu berufen und ihr einen Lehrauftrag für organische Gesellschaftslehre und Politik zu erteilen. Wie mir mitgeteilt wird, würde Herr Schriftsteller Adolf Hitler, München, Prinzregentenplatz 16/II, bereit sein, einen derartigen Ruf anzunehmen …“

Des Weiteren schrieb Klagges: Hitler lege Wert darauf, „daß seine Berufung in einer Form erfolgt, durch die ihm zugleich das deutsche Staatsbürgerrecht“ verliehen werde.
Die NSDAP hatte geplant, die ganze Aktion vor der Öffentlichkeit geheim zu halten, doch flog sie während der Haushaltsdebatte des Braunschweigischen Landtages auf, als SPD-Oppositionsführer Heinrich Jasper eine Antwort auf Gerüchte über eine Professur für Hitler verlangte. Gleichzeitig erfuhr so auch die Leitung der Technischen Hochschule Braunschweig und schließlich die Presse von Klagges’ Vorhaben. Vor allem verweigerte die Hochschulleitung die Zustimmung – u. a. mit Verweis auf Hitlers nicht existente akademische Qualifikationen und die insgesamt als „Zumutung“ empfundene Absicht. Stattdessen hatte Klagges erreicht, was vermieden werden sollte: Hitler war dem Spott der Öffentlichkeit ausgesetzt und sein Ruf nicht nur in Braunschweig beschädigt.

#### Stadtoldendorf: kommissarischer Bürgermeister
Der nächste Plan zur Einbürgerung Hitlers kam vom Ministerpräsidenten des Landes Braunschweig, Werner Küchenthal, der vorschlug, Hitler die Stelle eines kommissarischen Bürgermeisters in Stadtoldendorf anzubieten. Stadtoldendorf war ein kleiner Ort im Freistaat Braunschweig. Das Unterfangen scheiterte aber ebenfalls umgehend aufgrund der Weigerung der Landtagsparteien. Stattdessen erhielt Otto Pieperbeck (NSDAP) die Stelle bis zum 1. Mai 1933.

#### Nachspiel: Die Köpenickiade von Schildburghausen
Wiederum einige Monate später, im Januar 1932, kam durch bis heute ungeklärte Umstände der vertuscht und vergessen geglaubte Vorfall von Hildburghausen doch ans Licht der Öffentlichkeit und sorgte nicht nur in Deutschland, sondern auch im Ausland als „Köpenickiade“ von „Schildburghausen“ für wochenlanges Aufsehen. Die Zeitung Tempo schrieb am 3. Februar: „Seit gestern lacht Europa über Adolf Hitler“, das Berliner Tageblatt: „Die Witzblätter der ganzen Welt sind für geraume Zeit mit Stoff versorgt“ und Germania: „eine staatsrechtliche Komödie, die später einmal den Weg zur Bühne finden wird“.
Am 1. Februar 1932 war im Berliner NS-Presseorgan Montags-Blatt der Hinweis erschienen, dass Hitler „in einem deutschen Lande bereits von einer nationalsozialistischen Regierung […] eingebürgert“ worden sei und dass die entsprechende Urkunde im Braunen Haus in München aufbewahrt werde.
Zu diesem Zeitpunkt gab es nur zwei deutsche Länder, die mit Beteiligung der NSDAP regiert wurden – das Land Thüringen und der Freistaat Braunschweig. Allgemein wurde Thüringen für das verantwortliche Land gehalten, weshalb die Nachricht bei der thüringischen Regierung für Aufruhr sorgte, da diese von nichts wusste. Am 4. Februar brachte die KPD-Fraktion eine große Anfrage „über die auf geheimen Schleichwegen erfolgte Ernennung Hitlers zum Staatsbeamten (Gendarmeriekommissar Hildburghausen)“ und löste damit eine hitzige parlamentarische Debatte aus, die schließlich in einem parlamentarischen Untersuchungsausschuss gipfelte, der die Angelegenheit untersuchte und vor dem Hitler persönlich als Zeuge in eigener Sache aussagen musste.
Der Ausschussvorsitzende, der SPD-Abgeordnete Hermann Brill, lud Adolf Hitler als Zeugen zur Aufklärung des Sachverhaltes vor. Dieser erschien in Begleitung zahlreicher NS-Größen wie Rudolf Heß, Joseph Goebbels, Baldur von Schirach, Gregor Strasser, Wilhelm Frick, Fritz Sauckel und Fritz Wächtler. Während der Befragung, die für Hitler lediglich 30 Minuten dauerte und bei der sich der Zeuge an die meisten Sachverhalte „nicht mehr erinnern“ konnte, brachten Brill und andere Ausschussmitglieder Hitler mit ihren detaillierten Fragen derart in Rage, dass Hitler und die ihn begleitenden NS-Parteigenossen mehrfach zur Ordnung gerufen werden mussten. Brill charakterisierte das Bild, das der „Führer“ und seine NS-Entourage abgaben, wie folgt: „Ich hatte in dieser Szene den Hysteriker Hitler ohne Maske gesehen. […] Goebbels war wie ein Schuljunge auf seinen Stuhl gesprungen. […] Das Bild ähnelte einer randalierenden Schulklasse.“ Die thüringische Landeszeitung Das Volk titelte am 16. März 1932: „Hitler – die abgeschminkte Primadonna“.
Der Untersuchungsausschuss konnte sich aber nach Abschluss der Befragung nicht zu einem Mehrheitsvotum entschließen, sodass eine weitere juristische Verfolgung der Vorgänge um Hitler aufgrund eines 4:4-Patts zwischen SPD und KPD auf der einen Seite und Landvolkspartei, DVP und Wirtschaftspartei auf der anderen schließlich unterblieb.

##### Formalrechtliche Konsequenzen
Die Vorgehensweise in Hildburghausen wirft bis heute mehrere ungeklärte Rechtsfragen auf: So z. B., ob es sich dabei um eine Art „Scheingeschäft“ handelte und, sofern dies der Fall war, welche Konsequenzen dies für die Beteiligten hat. Damit in Verbindung steht, ob Hitler tatsächlich rechtskräftig Deutscher geworden ist und ob er sich mit dem Zerreißen der Ernennungsurkunde einer Urkundenunterschlagung strafbar gemacht hat. Ebenfalls ungeklärt bleibt, ob die beiderseitige Zerstörung aller Dokumente aufhebende Wirkung auf die Rechtswirksamkeit der Ernennung hatte. Noch zur Weimarer Zeit erörterte Walter Jellinek das Problem der „Scheinernennung“ im Preußischen Verwaltungsblatt.

#### Braunschweig: Regierungsrat

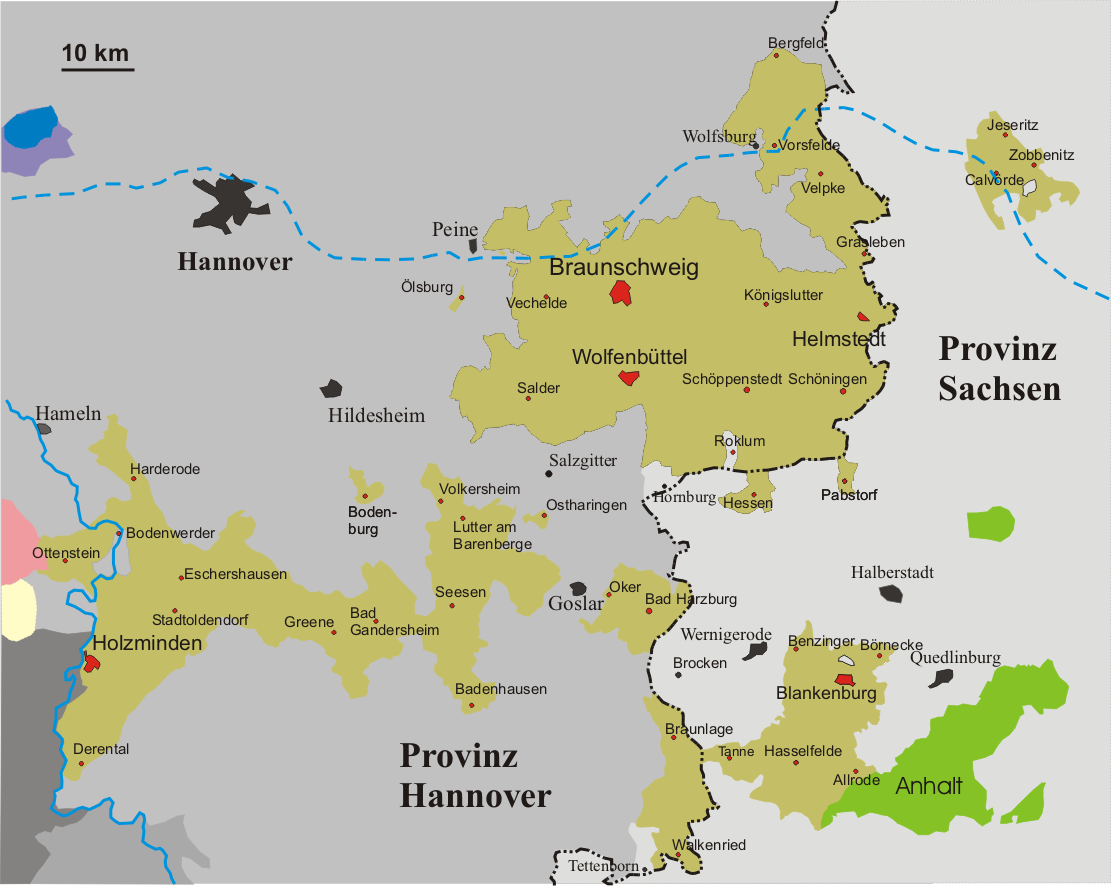
Freistaat Braunschweig (ohne Exklave Thedinghausen)

Das Ziel der NSDAP-Führung bestand darin, dafür zu sorgen, dass Hitler noch rechtzeitig vor den Reichspräsidentenwahlen am 13. März 1932 eine deutsche Landesangehörigkeit erhielt, sodass eine schnelle und vor allem diskrete Lösung herbeigeführt werden musste.
Schnell und unauffällig konnte Klagges die Angelegenheit jedoch nur im engen Zusammenspiel mit Küchenthal und den bürgerlichen Koalitionsparteien, darunter die DVP, umsetzen. Sofort begann Klagges mit Sondierungsgesprächen bei den DVP-Mitgliedern Gerhard Marquordt, Albert Brandes und Heinrich Wessel. Obwohl der DVP-Vorstand der Einbürgerung insgesamt positiv gegenüberstand, wollte er „eine scheinbare Amtsübertragung, wie sie einmal in Thüringen versucht worden sei, unter keinen Umständen mitmachen“. Eine Professur an der Technischen Hochschule lehnte Brandes als untragbar ab, da diese sofort als Scheingeschäft erkannt würde. Alternativ schlug er daraufhin dem Parteiführer der DVP im Reichstag, Eduard Dingeldey, vor, die DVP möge dort den Antrag einbringen, „jedem Feldzugsteilnehmer [= Erster Weltkrieg] die Einbürgerung zu gewähren“, was wiederum Dingeldey umgehend als undurchführbar ablehnte. Auch das Verhalten der in Braunschweig regierenden nationalkonservativen DNVP verärgerte offensichtlich die Nationalsozialisten; so notierte Goebbels am 23. Februar in seinem Tagebuch: „Selbst hier macht die Deutschnationale Volkspartei in Braunschweig Schwierigkeiten.“

Steinweg 22: Das „Café Lück“, in dem sich Heimbs, Zörner, Frank und wohl auch Friedrich Alpers am Abend des 17. Februar 1932 trafen

Aus der Berliner NSDAP-Zentrale war bereits am 17. Februar 1932 Hitlers juristischer Berater Hans Frank in Braunschweig eingetroffen, um sich um 22:00 Uhr im „Café Lück“ mit den Braunschweiger Politikern Ernst Zörner, Präsident des Braunschweigischen Landtages und Freund Hitlers, Carl Heimbs, Vorstandsmitglied der DVP, sowie wahrscheinlich auch Friedrich Alpers, Braunschweigischer Minister sowie Angehöriger von SA- und SS, zu besprechen, wie Hitler eingebürgert werden könne. Zusammen wurde folgende Lösung vereinbart: Hitler sollte eine Stelle in der braunschweigischen Gesandtschaft beim Reichsrat in Berlin verschafft werden. Ulrich Menzel bezeichnet „das Treffen im Parkhotel [als] das Schlüsselereignis, das erkläret [sic!], warum trotz der vielen Bedenken und Widerstände die Einbürgerung [Hitlers] doch noch rechtzeitig zustande gekommen ist“. Diese Einschätzung teilte auch der Historiker und Politiker Ernst August Roloff, Gründer der Bürgerlichen Einheitsliste (BEL).

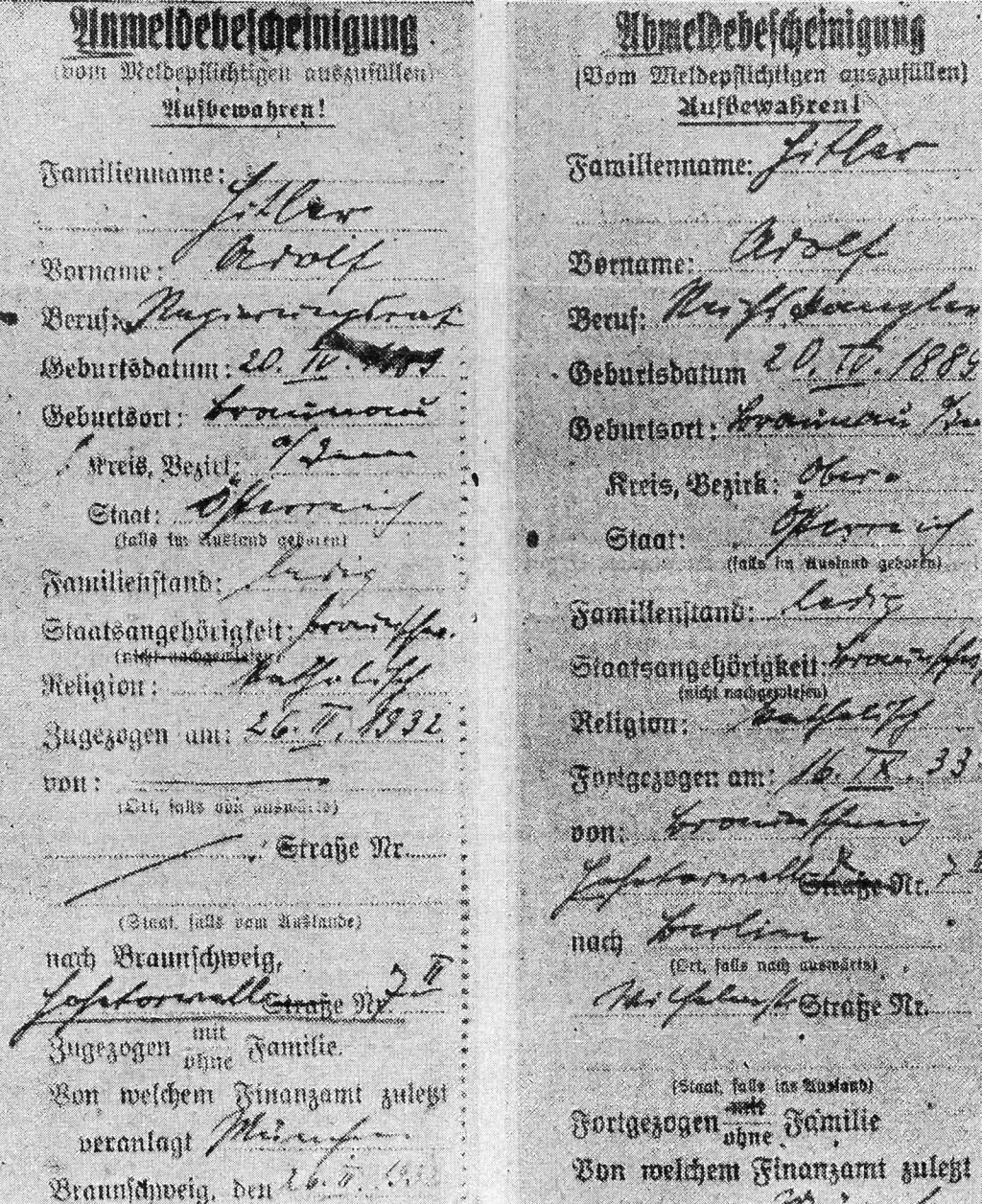
An- und Abmeldebescheinigung Hitlers in Braunschweig vom 26. Februar 1932 bzw. 16. September 1933

Im Landtag wie in der Öffentlichkeit wurde in der Zwischenzeit heftig darüber debattiert, ob Hitler wohl jemals seinen Verpflichtungen nachkommen würde, wenn er denn erst Beamter sei. Viele witterten – wie in Hildburghausen – ein erneutes Scheingeschäft. Dem versuchten interessierte Kreise um die NSDAP durch allerlei Beteuerungen der Ehrenhaftigkeit des Ansinnens des „Führers“ entgegenzuwirken. Noch am 24. Februar, einen Tag vor der Ernennung und zwei Tage vor der Vereidigung, äußerte sich Klagges wie folgt in einem offiziellen Schreiben, dass „Herrn Hitler selbst der Gedanke, sich zum Schein zum Beamten ernennen zu lassen, völlig fernliegt und dass er diesen Gedanken ausdrücklich abgelehnt hat“; er lege vielmehr „größten Wert darauf“, „den geplanten Wirkungsbereich tatsächlich auszufüllen“.
Zum Zwecke des legalen Scheins beschaffte Zörner Hitler sogar einen Wohnsitz in Braunschweig als seinem Untermieter (offiziell gemeldet vom 26. Februar 1932 bis zum 16. September 1933), und so gelang dieser zweite Anlauf in Braunschweig schließlich. Hitler wurde als Regierungsrat beim Landeskultur- und Vermessungsamt (mit Datum vom 25. Februar 1932) mit Dienstpflicht als Sachbearbeiter bei der Braunschweigischen Gesandtschaft am Lützowplatz in Berlin angestellt.
Am 26. Februar 1932 wurde Hitler im Berliner Hotel Kaiserhof in einer Zeremonie vereidigt und erhielt damit gleichzeitig die „Staatsangehörigkeit im Freistaate Braunschweig“, wie aus dem „Staatsangehörigkeitsausweis“ des Freistaates hervorgeht und was ihn gleichzeitig staatsrechtlich zu einem „Reichsbürger“ machte. Er konnte somit – auch wenn er sie eventuell nach der Gendarmeriekommissarstelle in Hildburghausen zum zweiten Mal erhalten haben sollte – an der Reichspräsidentenwahl teilnehmen. Am 1. März 1932 stimmte der Landtag mit den Stimmen der NSDAP, der Bürgerlichen Einheitsliste (BEL) und der eines volksnationalen Abgeordneten der neuen Regierungsratsstelle zu und schloss die Einbürgerung Hitlers damit formal ab.

##### Tätigkeit, Beurlaubung und Entlassung
Von einer Ausübung bzw. Wahrnehmung seiner Dienstpflichten gegenüber dem Freistaat Braunschweig ist nichts bekannt. Hitler selbst äußerte sich zu seiner Dienstausübung rückblickend in einer Lagebesprechung am 27. Januar 1945. Auf seine Bemerkung: „Ich bin eine Zeitlang Regierungsrat in Braunschweig gewesen“ erwiderte Göring: „Aber nicht ausübender“, worauf Hitler antwortete: „Sagen Sie das nicht. Ich habe dem Lande großen Nutzen gebracht.“ Tatsächlich blieben aber die Bemühungen Küchenthals und des braunschweigischen Gesandten Friedrich Boden, Hitler zur Wahrnehmung seiner Dienstpflichten zu veranlassen, erfolglos. Hitler hat nie in der Braunschweigischen Gesandtschaft in Berlin gearbeitet.
Nur zwei Tage nach seiner Vereidigung, am 28. Februar 1932, beantragte Hitler Urlaub, um am Wahlkampf teilnehmen zu können. Dieser wurde ihm am 5. März gewährt (wie auch die Beibehaltung seines Wohnsitzes in München).
Nur knapp sieben Monate später, im Oktober 1932, beantragte Hitler unbefristete Beurlaubung von seinen Amtsgeschäften, da „die fortlaufenden politischen Kämpfe“ ihm „in der nächsten Zeit die Erfüllung [seines] Dienstauftrages“ nicht ermöglichen würden. Da für die Öffentlichkeit wie auch für die Oppositionspolitiker im Braunschweigischen Landtag nicht erkennbar war, welche Leistungen der „Regierungsrat“ Hitler für das Land erbracht hatte, beantragte die Opposition mehrfach die Vorlage von Arbeitsergebnissen. Schließlich wurde sogar in der Öffentlichkeit bekannt, dass die Braunschweigische Rechnungskammer am 26. Januar 1933, nur vier Tage vor der Ernennung Hitlers zum Reichskanzler, eine Prüfung der an ihn gezahlten Bezüge und der dafür von ihm erbrachten Leistungen angesetzt hatte.
Am 16. Februar 1933, nicht einmal ein Jahr nach der Einbürgerung, ersuchte der nunmehr amtierende Reichskanzler Adolf Hitler in einem kurzen Telegramm an die Regierung des Freistaates Braunschweig um Entlassung aus dem Staatsdienst, welche ihm von dieser auch „mit sofortiger Wirkung“ gewährt wurde.

## 2007: Diskussion über den posthumen Entzug der deutschen Staatsangehörigkeit
Aufgrund einer am 23. Februar 2007 anlässlich des 75. Jahrestages der Einbürgerung Hitlers durch den Freistaat Braunschweig veranstalteten Diskussionsrunde nahm Isolde Saalmann, Vorsitzende des SPD-Ortsvereins Braunschweig-Gliesmarode und Mitglied des Niedersächsischen Landtages, die Anregung zweier Diskussionsteilnehmer auf und brachte bei der SPD-Fraktion im Niedersächsischen Landtag den Antrag ein, „rechtlich prüfen [zu] lassen, auf welchem Weg das Land Niedersachsen als Rechtsnachfolger des Landes Braunschweig Hitler die deutsche Staatsbürgerschaft aberkennen kann“. Saalmann löste damit eine wochenlange und weit über Deutschland hinausgehende Debatte sowohl über die rechtliche Möglichkeit als auch die (historische) Sinnhaftigkeit eines solchen Vorschlages aus.
Bereits Ende 2005 war ein ebensolcher Antrag von einer Privatperson gestellt, vom Innenministerium jedoch abschlägig beschieden worden.

### Formalrechtliche Unmöglichkeit
Nach Aussage des Niedersächsischen Innenministeriums vom März 2007 sei ein solcher Entzug formalrechtlich nicht möglich, da „der Beamte tot ist“, damit das Beamtenverhältnis erloschen sei und ein Toter kein Träger von Rechten sein könne (sie ihm also auch nicht nachträglich wieder entzogen werden können). Zudem hätte der Entzug der Staatsangehörigkeit zur Folge, dass Hitler wieder staatenlos würde, was allerdings das Grundgesetz zum Schutz vor Ausbürgerung für Deutsche verbietet. Ein Verlust wäre nach Art. 16 Abs. 1 Satz 2 GG nur dann zulässig, „wenn der Betroffene dadurch nicht staatenlos wird“.

### Kurzdarstellungen
- Lutteroth, Johanna (2010, 15. Oktober). „Schwierige Einbürgerung: Wie Hitler Deutscher wurde“. Spiegel Geschichte  (Web), auch in: Spiegel einestages (Internet Archive). (Abruf am 7. August 2024)
- Menzel, Ulrich (2018, 14. März). „Die Steigbügelhalter und ihr Lohn : Hitlers Einbürgerung in Braunschweig“ Folienvortrag mit vielen Illustrationen und Originaldokumenten, gehalten an der Evangelischen Akademie Braunschweig, von ulrich-menzel.de [PDF]. (Abruf am 7. August 2024)
- Ziegler, Walter (2006, 11. Mai). „Staatsbürgerschaft Adolf Hitlers“, in: Historisches Lexikon Bayerns. (Abruf am 7. August 2024)

### Akten und Dokumente
- Hitler ersucht um Entlassung aus der österreichischen Staatsangehörigkeit(1925, 7. April) [Digitalisat], in: NS-Archiv Dokumente zum Nationalsozialismus. (Abruf am 7. August 2024)
- Dienstvertrag zwischen der TH Braunschweig und Hitler bzgl. der Professur für „Organische Gesellschaftslehre und Politik“ (1932, 25. Februar) [Digitalisat], in: Vernetztes Gedächtnis – Topografie der nationalsozialistischen Gewaltherrschaft in Braunschweig. (Abruf am 7. August 2024)
- Akten des Braunschweigischen Staatsministeriums zur Einbürgerung Adolf Hitlers von 1932–1933 (196 Seiten), Niedersächsisches Landesarchiv
- Fotografie „Der Eid und die Eideshelfer : Hitler nach dem Schwur auf die Weimarer Verfassung in der Braunschweigischen Gesandtschaft“, in: Der Abend – Spätausgabe des Vorwärts (1932, 27. Februar), 49. Jg., Nr. 98 B49, Seite 1. [Digitalisat Friedrich-Ebert-Stiftung] [Digitalisat Zeitungsportal]

### Zeitgenössische Karikaturen
- Karikatur „Hitlers Antrittsvorlesung als Professor der angewandten Pädagogik an der Technischen Hochschule in Braunschweig“ aus Vorwärts (ohne Datum, wahrscheinlich Februar 1932), in: Vernetztes Gedächtnis – Topografie der nationalsozialistischen Gewaltherrschaft in Braunschweig. (Abruf am 7. August 2024)
- Karikatur „Auf Schleichwegen / Adolf von Hildburghausen“ (1932, 8. Februar), in: Leipziger Volkszeitung 39. Jg., Nr. 32, S. 2. [Digitalisat SLUB] (Abruf am 7. August 2024)